# Shoku Nihongi
Le Shoku Nihongi (続日本紀, Suite des chroniques du Japon) est un texte d'histoire du Japon commandé officiellement. Achevé en 797, c'est le deuxième de la série des Six histoires nationales, directement précédé du Nihon shoki et suivi des Nihon kōki. Fujiwara no Tsuginawa et Sugano no Mamichi en sont les principaux auteurs. C'est une des plus importantes sources d'information première sur l'époque de Nara du Japon.
L'ouvrage couvre la période de soixante-quinze ans s'étendant du début du règne de l'empereur Mommu en 697 jusqu'à la dixième année du règne de l'empereur Kōnin en 771, couvrant neuf règnes impériaux.
Le texte comprend quarante volumes. Il est entièrement écrit dans le style kanbun, une forme japonaise de chinois classique, comme il est accoutumé pour les textes officiels japonais de l'époque.